# 熱河作戦
熱河作戦（ねっかさくせん、英語: the Defense of the Great Wall、中国語: 长城抗战、1933年2月23日 - 1933年5月31日）は、日中戦争前に行われた大日本帝国と中華民国の軍隊の間の戦闘。多くの英語の資料では、英語: First Battle of Hopei、第一次熱河の戦いとして知られている。本項では、これと連続性を持つ関内作戦についても触れる。
この間、日本は軍閥張学良から内モンゴルの熱河省を首尾よく勝ち取り、それを新しく設立された満洲国に併合し、その南の国境は万里の長城に迄拡大された。

## 背景
満洲南西部にあった熱河には、中国本土と満洲を分ける国境として万里の長城が存在しており、熱河作戦は、長城付近での中国軍の進出増加によって、満洲国の国防上の懸念が提起された事に、端を発する。当時の関東軍による満洲国建国計画では、北のソビエト連邦が念頭に置かれており、背後の中国軍を長城から突き離しておく事が必要とされた。
熱河では、日中の小競り合いの多発により治安が悪化しており、張学良がこれを利用して4万の抗日義勇軍を結成した。武藤信義関東軍司令は1月11日に熱河平定作戦の実行を決め、2月4日の作戦裁可上奏では、「関内に進出せざること、関内を爆撃せざること」を条件として裁可が降りた。こうして、2月9日には熱河省を満洲国領に置く事も目論んで、「熱河経路計画」が立案され、対熱河作戦司令部を置いた満洲国も、2月18日に熱河侵攻声明を発表、22日には在熱河中国軍に対して24時間以内の撤収を突き付けたが、これが拒まれた事で熱河侵攻が開始された。

## 山海関での前哨戦
山海関は要塞化された万里の長城の東端であり、長城が海とかち合う場所である。1901年の義和団の乱協定の条件によって、大日本帝国陸軍は山海関に約200人の小さな駐屯地を維持していた。1932年10月1日に、満洲国国境警備隊と中国軍の間で起きた戦闘 (第一次山海関事件) と、12月8日に日本軍の装甲車が給水目的で山海関駅に立ち寄った時に起きた中国軍との戦闘 (第二次山海関事件) は、局所的だった事もありすぐに解決していた。だが、1933年1月1日の夜、日本軍の駐屯地司令は、手榴弾を数個爆発させ、数発発砲することで、「事件」を演出した。関東軍は、山海関を守っていた東北辺防軍第626連隊に、通路の防衛戦からの退避を求める為、これを口実として利用した (第三次山海関事件)。
中国の駐屯兵が撤退を拒否すると、第8師団は最後通告を発し、装甲列車4両と戦車10台の支援と共に山道を攻撃した。日本の攻撃は、爆撃機からの近接航空支援と、沖合の12隻の軍艦を伴う大日本帝国海軍第二艦隊の砲撃により支援された。1月3日、攻撃に抵抗できなくなった中国の連隊長は、部下の半数を喪失してから、拠点からの退避を余儀無くされた。第8師団はこの3日間の攻撃後に、山海関内城を占拠した。満洲の政策とは区別した、局所的解決を試みた関東軍と陸軍中央部は、張学良に対して山海関からの一定範囲内への接近禁止を求める事で、第4旅団のみを残して軍を退けた。

## 熱河の戦い
2月23日、万里の長城が河北省との境界を形作る熱河を獲得し、北進する中国軍を抑える為、政府の許可を得た関東軍は遂に熱河作戦を発動した。25日には第6師団が作戦行動を開始し、同じ日に朝陽が占領された。3月4日には承徳も占領、10日には最前線が長城に達し、長城攻撃は10日から始まった。

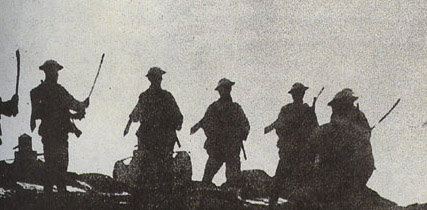
剣で武装する中国兵

作戦自体は3月16日頃に終結したものの、その後も関東軍の進撃は長城を越え河北省にまで延び、北平に至る前の5月に中国と停戦することになった。3月24日には国際連盟総会でリットン報告書が採択され、日本は連盟脱退の意を示し、同じ頃の関東軍は熱河に入城していた。しかし、長城一帯で日本軍の侵攻が停止すると、関内に退却していた中国軍は20個師団を集めて反撃を始め、北向きの防御用に造られた壁を南向きの防御に使った事もあり、関東軍は苦戦を強いられるようになった。対して関東軍は、警備に移行しつつあった部隊を再度作戦に呼び戻し、4月10日には、司令部から越境を禁じられていた長城を破り、河北省灤東の中国軍を撃破、以後5月の停戦に至る迄の戦闘は「関内作戦」と呼ばれる。12日には秦皇島を占領したが、昭和天皇の撤退の意向によって、4月19日には前進部隊へ帰投命令が出され、23日には撤収を終えた。
中国軍が再度反攻に出ると、小磯国昭参謀長は攻撃再開の許可を得、5月3日に関内への侵攻を命じた。この「第二次関内作戦」は、満洲国境付近の中国軍排除と、華北地帯の中国軍憲降伏を目的としており、7日に侵攻が開始された。15日には、中国軍が撤兵条件を受諾した場合に、関東軍が長城線まで退がる意図を示したが、これに対する返答は無く、20日に密雲・豊潤まで侵攻、21日に通州を占領した。天津特務機関の板垣征四郎少将による工作活動の甲斐もあり、中国軍は5月25日、密雲の第8師団に遂に停戦を求め、延慶・林亭口・寧河より南に撤収する事を条件とした。

## 余波
5月30日から31日に塘沽で行われた停戦協定は、塘沽協定と呼ばれ、北平と天津を結ぶ線の40-60km北に引いた線と、長城の間に中国軍を入れない非武装地帯を創設した。だが、この非武装は完全では無く、中国軍撤収後に関東軍も撤収を始める筈の所を、駐屯を続けて灤東と満洲の治安維持と、交通や郵便といった通信、税関設置協定の一方的締結を行うなど、エリア一帯は「準満洲国化」した。
関東軍はこの作戦で中国からの干渉を絶った事により、誕生したばかりの満洲国の盤石を固める事ができた。蔣介石にして見れば、華北防衛が危機に直面した一大事であったが、中国共産党の打倒を目標とする彼は、停戦によって第五次掃共戦に専念出来た。
また、熱河は上質なアヘンの産地であったが、関東軍が同地のケシ畑を手に入れたことで関東軍や満洲国の財源を確保した。同時に、熱河のアヘンを資金源にしていた中国軍や抗日ゲリラのアヘン密売ルートを遮断することができた。